# جان اوبراین (فوتبال)
جان اوبراین (هلندی: John O'Brien؛ زادهٔ ۲۹ اوت ۱۹۷۷) یک بازیکن فوتبال اهل ایالات متحده آمریکا است.
وی همچنین در تیم ملی فوتبال ایالات متحده آمریکا بازی کرده‌است. او در تمام بازیهای آمریکا در جام جهانی فوتبال ۲۰۰۲ به میدان رفت، اوبراین در جام جهانی ۲۰۰۶ نیز حاضر بود.